# Bac Mic Connain
Das Souterrain von Bac Mic Connain liegt auf der etwa 2,6 km² großen, unbewohnten Gezeiteninsel Vallay (schottisch-gälisch Bhalaigh) vor North Uist, einer Insel der Äußeren Hebriden in Schottland. 
Bei Souterrains wird grundsätzlich zwischen „rock-cut“, „earth-cut“, „stone built“ und „mixed“ Souterrains unterschieden. Das 1919 entdeckte „stone built“ Souterrain (lokal auch „Fogou“ oder „Earth House“ genannt) liegt auf einem mit Sand bedeckten Hügel, nördlich der Bucht von Saltam. Es wurde von Erskine Beveridge (1851–1920), der hier wohnte, ausgegraben.
Der größte Teil des Innendurchmessers und fünf Pfeiler der runden Kammer können als kaum mehr 0,3 m hohe Mauerfundamente erkannt werden. Die Innenseite der zweiten runden Struktur steht noch bis auf eine Höhe von 1,0 m. Die Dicke der Wände war nicht zu ermitteln. Die angrenzenden Gänge und die rechteckige Struktur waren für eine Untersuchung zu formlos.
Die Nutzung über einen langen Zeitraum wird durch Funde bezeugt. Die Gegenstände sind aus Bronze, Eisen, Hirschgeweih, Knochen und Stein (einschließlich einiger Gussformen). Die Keramik enthielt ein kleines Fragment von Terra Sigillata (TS - englisch Samian Ware), möglicherweise aus dem 2. Jahrhundert.
Der aus Walknochen gefertigte Griff des Bac-Mhic-Connain-Messers, trägt eine Ogham-Inschrift, die ins 6. bis 8. Jahrhundert datiert wird. Die Besonderheit liegt darin, dass das Bac-Mhic-Connain-Messer zu den nur wenigen vorhandenen Funden gehört, bei denen die Ogham-Zeichen nicht in Steinplatten und Steinsäulen eingeritzt sind.